# Vakhoucht Bagration
Vakhoucht Bagration ou Vakhushti Bagrationi (géorgien : ვახუშტი), dit Vakhoucht l'Historien, né en 1696 à Tbilissi et mort en 1757 à Moscou, est un prince royal géorgien (batonishvili) du royaume de Karthli, géographe, historien et cartographe. Ses principaux travaux historiques et géographiques, Description du Royaume de Géorgie et l'Atlas géographique, sont inscrits dans le programme Mémoire du monde de l'UNESCO depuis 2013.

## Biographie
Vakhoucht Bagration est un fils illégitime du roi Vakhtang VI de Karthli, il nait à Tbilissi, en 1696. Il est éduqué par les frères Garsevanishvili et dans une Mission de l'église catholique, il s'exprime couramment en grec, latin, français, turc, russe et arménien.
En 1719 et 1720, il prend part aux campagnes successives menées contre le duc (eristavi) rebelle Shanshe de
Ksani. À partir de novembre 1722, il est l'un des gouvernants du royaume lors de l'absence de son père pendant la campagne de Gandja. Plus tard il commande dans le Kvemo Kartli. Après l'invasion et l'occupation ottomane du Kartli, il suit le roi Vakhtang en exil et émigre dans l'Empire russe en 1724.
Il se retire à Moscou, et le « Tsarevitch Vakhusht » comme on le nomme en Russie reçoit une pension. Il meurt à Moscou en 1757 et il est inhumé dans le Monastère Donskoï de Moscou, un lieu traditionnel d'inhumation pour les émigrants de la famille royale ou de la noblesse géorgienne.

## Travaux

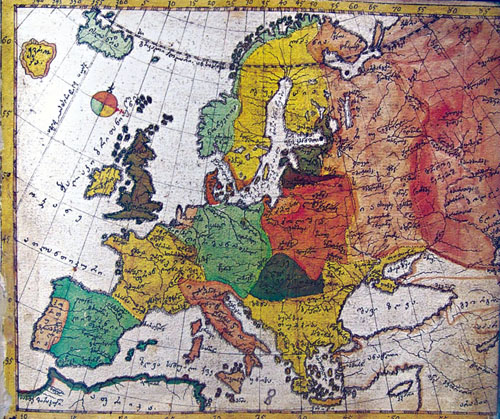
Carte d'Europe de Vakhoucht Bagration, (1752)

Il rédige la plupart de ses travaux à Moscou dont deux atlas et sa Description du royaume de Géorgie (1745). Les travaux de Vakhucht sont traduits en russe et ensuite en français par Marie-Félicité Brosset et ils sont utilisés par la plupart des spécialistes contemporains et des voyageurs dans le Caucase jusqu'au début du XXe siècle.
Il est également à l'origine avec son demi-frère, le prince Bakar, de l'impression de la Bible en géorgien, qui a été partiellement réalisée par leur père, Vakhtang VI. Il installe pour ce faire dans une maison près de Moscou une presse à imprimer, fait enseigner l'art de l'impression à plusieurs religieux géorgiens, et réalise la première édition de la Bible en géorgien en 1743. La presse à imprimer est ensuite transférée à Moscou et plusieurs travaux religieux géorgiens y sont également imprimés.

## Union et postérité
Il se marie en 1717 avec Mariami, une des filles de Georges VI d'Iméréthie, qui lui donne dix enfants.

## Œuvres
- (ka + fr) Tsarévitch Wakhoucht, Description géographique de la Géorgie, publiée d'après l'original autographe par M. Brosset, Saint-Pétersbourg, Typographie de l'Académie, 1842, [lire en ligne (page consultée le 2012-03-21)] (Google Books) Introduction de 30 pages par Brosset

## Source de la traduction
- (en) Cet article est partiellement ou en totalité issu de l’article de Wikipédia en anglais intitulé « Vakhushti of Kartli » (voir la liste des auteurs).